# Tiocianato

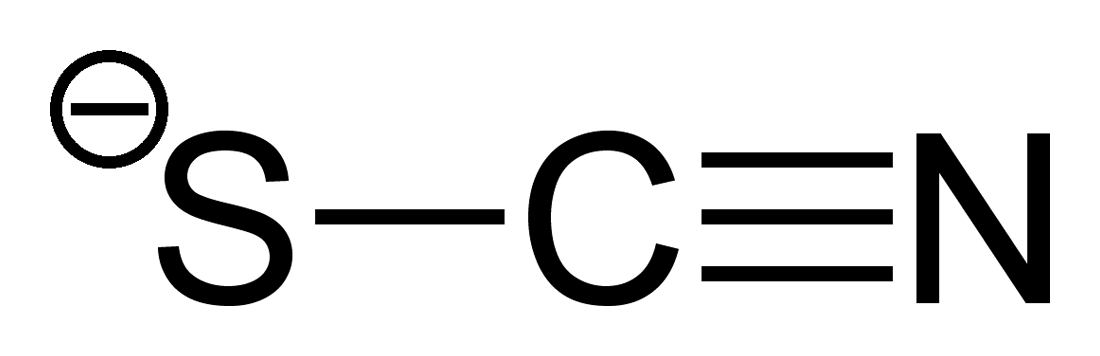
A estrutura e ligações do íon tiocianato

Tiocianato (também conhecido como sulfocianato, tiocianeto, sulfocianeto ou ainda rodaneto) é o ânion, [SCN]−. Compostos comuns incluem os sais incolores tiocianato de potássio e tiocianato de sódio. Compostos orgânicos contendo o grupo funcional SCN são também chamados tiocianatos. Tiocianato de mercúrio (II) era antigamente usado em pirotecnia.
Tiocianato é análogo ao íon cianato, [OCN]−, onde o oxigênio é substituído por enxofre. [SCN]− é um dos pseudoaletos, devido a similaridade de suas reações com aquelas dos íons haletos. Um tiocianato é formalmente conhecido como rodaneto  (da palavra grega para rosa) por causa da cor vermelha de seus complexos com ferro. Tiocianatos são produzidos pela reação do elemento enxofre ou tiossulfato com cianeto:
8 CN− + S8 → 8 SCN−
CN− + S2O32- → SCN− + SO32-
A última reação é catalisada pela enzima sulfotransferase conhecida como rodanase e pode ser relevante a detoxificação de cianeto no corpo.

## Tiocianatos orgânicos
Derivados orgânicos e de metais de transição do íon tiocianato podem existir como "isômeros de ligação." Em tiocianato, o grupo orgânico ou metal é ligado ao enxofre: R−S−C≡N tem um ligação simples S-C e uma ligação tripla C-N. Em isotiocianatos, o substituinte é ligado ao nitrogênio: R−N=C=S tem uma ligação dupla S-C e uma ligação dupla C-N

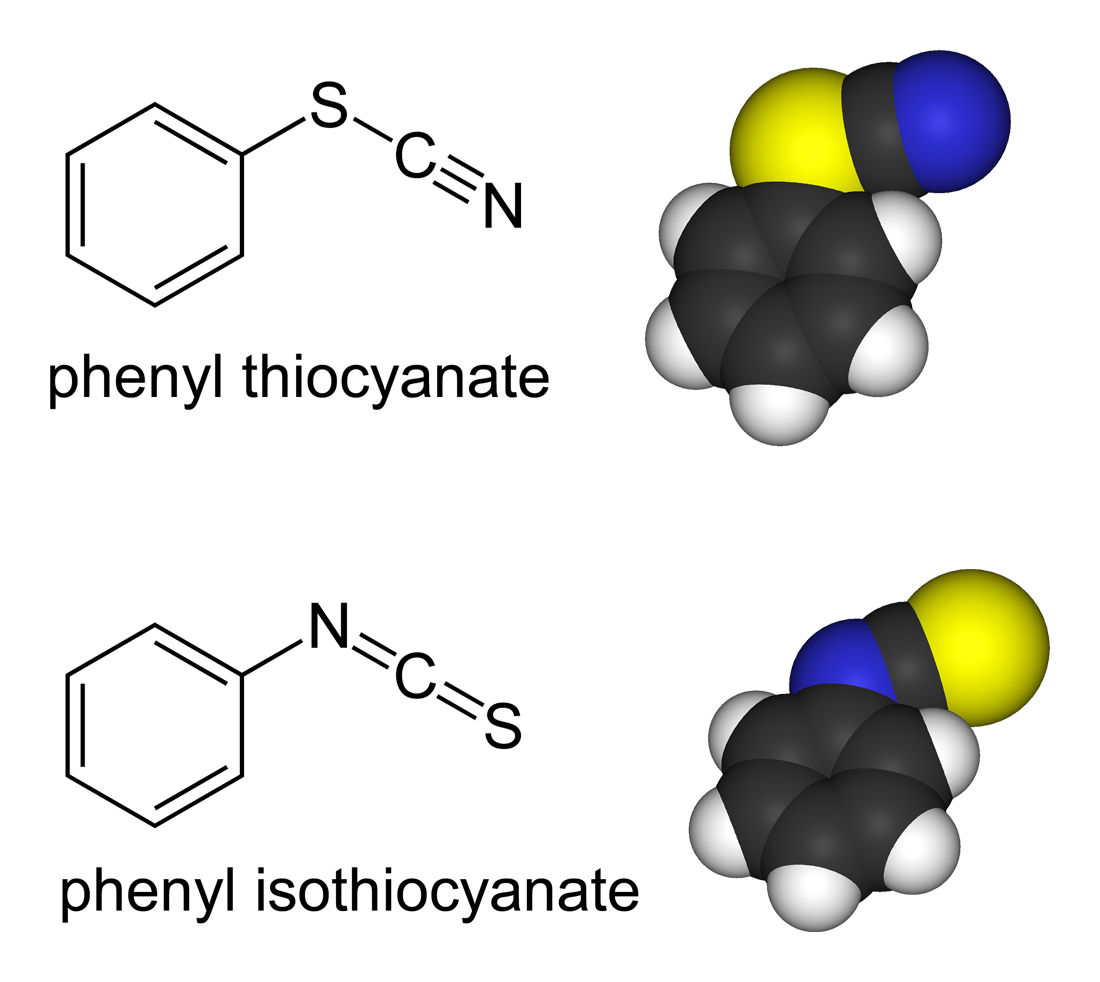
Feniltiocianato e fenilisotiocianato são isômeros de ligação e são ligados diferentemente.

Tiocianatos orgânicos são hidrolizados a tiocarbamatos na síntese de tiocarbamato de Riemschneider.

## Teste para ferro (III)
Se [SCN]− é adicionado a uma solução contendo íons de ferro (III) (Fe3+), uma solução vermelho sangue é formada devido a presença de [Fe(NCS)(H2O)5]2+.